# Yassine Jaa
Yassine Jaa (ur. 6 marca 2001) – marokański zapaśnik walczący w obu stylach. Brązowy medalista mistrzostw Afryki w 2023. Szósty na igrzyskach frankofońskich w 2023 roku. 